# Haurngombong
Haurngombong is een bestuurslaag in het regentschap Sumedang van de provincie West-Java, Indonesië. Haurngombong telt 5073 inwoners (volkstelling 2010).